# Lijst van nummer 1-hits in Noorwegen in 2015
Deze hits stonden in 2015 op nummer 1 in de VG-lista, de bekendste hitlijst in Noorwegen.
| Datum | Artiest                              | Titel                               |
| ----- | ------------------------------------ | ----------------------------------- |
| 1     | Kygo & Conrad                        | Firestone                           |
| 2     | Kygo & Conrad                        | Firestone                           |
| 3     | Kygo & Conrad                        | Firestone                           |
| 4     | Freddy Kalas                         | Pinne for landet                    |
| 5     | Freddy Kalas                         | Pinne for landet                    |
| 6     | Freddy Kalas                         | Pinne for landet                    |
| 7     | Ellie Goulding                       | Love me like you do                 |
| 8     | Ellie Goulding                       | Love me like you do                 |
| 9     | Ellie Goulding                       | Love me like you do                 |
| 10    | Ellie Goulding                       | Love me like you do                 |
| 11    | Ellie Goulding                       | Love me like you do                 |
| 12    | Rihanna, Kanye West & Paul McCartney | Fourfiveseconds                     |
| 13    | Kygo & Parson James                  | Stole the show                      |
| 14    | Kygo & Parson James                  | Stole the show                      |
| 15    | Kygo & Parson James                  | Stole the show                      |
| 16    | Wiz Khalifa & Charlie Puth           | See you again                       |
| 17    | Wiz Khalifa & Charlie Puth           | See you again                       |
| 18    | Wiz Khalifa & Charlie Puth           | See you again                       |
| 19    | Wiz Khalifa & Charlie Puth           | See you again                       |
| 20    | Kygo & Parson James                  | Stole the show                      |
| 21    | Kygo & Parson James                  | Stole the show                      |
| 22    | Kygo & Parson James                  | Stole the show                      |
| 23    | Kygo & Parson James                  | Stole the show                      |
| 24    | Avicii                               | Waiting for love                    |
| 25    | Avicii                               | Waiting for love                    |
| 26    | Morgan Sulele                        | Bare min                            |
| 27    | Morgan Sulele                        | Bare min                            |
| 28    | Morgan Sulele                        | Bare min                            |
| 29    | Morgan Sulele                        | Bare min                            |
| 30    | Morgan Sulele                        | Bare min                            |
| 31    | Morgan Sulele                        | Bare min                            |
| 32    | Kygo & Will Heard                    | Nothing left                        |
| 33    | Kygo & Will Heard                    | Nothing left                        |
| 34    | Kygo & Will Heard                    | Nothing left                        |
| 35    | Kygo & Will Heard                    | Nothing left                        |
| 36    | Justin Bieber                        | What do you mean?                   |
| 37    | Justin Bieber                        | What do you mean?                   |
| 38    | Justin Bieber                        | What do you mean?                   |
| 39    | Justin Bieber                        | What do you mean?                   |
| 40    | Justin Bieber                        | What do you mean?                   |
| 41    | Mike Posner                          | I took a pill in Ibiza (SeeB remix) |
| 42    | Mike Posner                          | I took a pill in Ibiza (SeeB remix) |
| 43    | Mike Posner                          | I took a pill in Ibiza (SeeB remix) |
| 44    | Adele                                | Hello                               |
| 45    | Adele                                | Hello                               |
| 46    | Adele                                | Hello                               |
| 47    | Adele                                | Hello                               |
| 48    | Adele                                | Hello                               |
| 49    | Adele                                | Hello                               |
| 50    | Adele                                | Hello                               |
| 51    | Alan Walker                          | Faded                               |
| 52    | Alan Walker                          | Faded                               |